# Melanohalea subolivacea
Melanohalea subolivacea är en lavart som först beskrevs av William Nylander och fick sitt nu gällande namn av O. Blanco, A. Crespo, Divakar, Essl., D. Hawksw. & Lumbsch. 
Melanohalea subolivacea ingår i släktet Melanohalea och familjen Parmeliaceae. Inga underarter finns listade i Catalogue of Life.